# Filip Filipović
Filip Filipović (szerb cirill átírással: Филип Филиповић) (Belgrád, 1987. május 2. –) olimpiai bajnok (2016, 2020), olimpiai bronzérmes (2008, 2012), világbajnok (2009, 2015), és hatszoros Európa-bajnok (2003, 2006, 2012, 2014, 2016, 2018) szerb vízilabdázó. 2020-ig a Pro Recco játékosa volt. Ezt követően a Szolnokhoz igazolt.

## Sikerei
- Magyar bajnokság
  - Bajnok: 2021
- LEN-Európa-kupa
  - győztes (1): 2021[2]